# Кревењо-Роволе (Комо)
Кревењо-Роволе је насеље у Италији у округу Комо, региону Ломбардија.
Према процени из 2011. у насељу је живело 2 становника. Насеље се налази на надморској висини од 1052 м.